# Van Helsing (film)
A Van Helsing (eredeti cím: Van Helsing) 2004-ben bemutatott amerikai-cseh akciófilm Hugh Jackman és Kate Beckinsale főszereplésével.

## Történet
|  | Alább a cselekmény részletei következnek! |

A történet 1887-ben kezdődik Erdélyben, a film ekkor még fekete-fehér és nagyon komor. Doktor Victor Frankenstein életet ad a hullákból összerakott teremtményének, ebben Igor, a gnóm és Drakula gróf segít neki. Drakula nem önzetlenül támogatta Frankenstein kísérleteit, hanem azért, hogy a teremtményt saját céljaira használja. Amikor Frankenstein rájön Drakula tervére, ellenáll és megpróbálja megölni, de ő lesz az áldozat, mert Drakulát – halott lévén – nem lehet megölni. A szíve sem dobog, vagyis nincs neki. Ezalatt a teremtmény megszökik, és egy szélmalomban húzza meg magát, amit a helybéliek felgyújtanak, és ezzel Drakula terve meghiúsul, majd három menyasszonyával (Aleera, Marishka, Verona) visszavonul a kastélyába.
A film színesebbé válik, és egy évet előre ugrik az időben. Párizsban Van Helsing, a szörny vadász éppen Dr. Jekyllt próbálja megszabadítani a gonosz gyilkos Mr. Hyde-tól. A sikeres küldetés után Van Helsing visszatér a Vatikánba, ahol Jinette bíboros új küldetéssel bízza meg: menjen Erdélybe, és segítsen a Valerius család utolsó leszármazottainak elpusztítani Drakulát. A család egyik őse sok-sok nemzedékkel ezelőtt fogadalmat tett, hogy a Valerius család addig nem jut a mennybe, amíg meg nem ölik Drakulát.
Carl, az intelligens, de kétbalkezes barát Van Helsing társául szegődik az úton. A városban nem látják őket szívesen, Anna Valerius vonakodva fogadja a segítségüket. Érkezésük után nem sokkal Drakula menyasszonyai megtámadják a falut, és Anna Valerius testvére, Velkan a folyóba zuhan, miután egy vérfarkassal harcolt.
Van Helsing a szentelt víz segítségével megöli az egyik menyasszonyt, Marishkát. Aznap este egy vérfarkas lopakodik be Anna házába, akiről kiderül, hogy Velkan, akit megharapott egy vérfarkas, és azért jött, hogy elmondja Drakula titkát. Velkant Drakula fogva tartja, és arra akarja használni, hogy gyermekeinek életet adjon. A folyamat sikeres, a gyermekek többsége életre kel, és rögtön a falu felé veszik útjukat. A támadás során Carl megment egy helybéli lányt, akivel később együtt tölti az éjszakát. Másnap reggel Carl a falon lógó festményen furcsa dologra lesz figyelmes: a festmény életre kel és a két lovag elkezd harcolni egymással. A két lovag nem más, mint egy vérfarkas és egy vámpír.
Anna és Van Helsing egy földalatti barlangba menekül, ahol rátalálnak Frankenstein teremtményére. Anna azt javasolja, hogy öljék meg a szörnyet, de Van Helsing úgy dönt, hogy Rómába viszik, mert ott jobban meg tudják védeni Drakulától. Lovas fogattal viszi a teremtményt Rómába, de a nyomukban van Drakula menyasszonya, Verona és Velkan vérfarkasként. A kocsi egy szurdokba zuhan, Verona utána, de a kocsiban nem a teremtményt találja, hanem ezüst dárdák sokaságát. A kocsi a földre zuhan és a szétrepülő dárdák felnyársalják Veronát. A másik kocsit, amelyben a teremtmény utazik, már a vérfarkas üldözi, Van Helsing ezüst golyóval próbálja megállítani, de eközben megharapja. Aleera eközben elrabolja Annát, majd cserét ajánl: a teremtményt Annáért. Van Helsing beleegyezik, de esze ágában sincs a cserét végrehajtani.
Van Helsing és Carl Drakula nyári palotájába mennek, hogy megkeressék rejtekhelyét és megmentsék Annát. Drakuláról kiderül, hogy az 1400-as években született, mint Anna ősének fia, aki lepaktált az ördöggel. Ezután felfedeznek egy átjárót a térképen keresztül, amit Anna apja órákig nézegetett, de nem tudott kinyitni, mert a térkép sarka hiányzott. A hiányzó darabot Van Helsing a Vatikánból hozta magával.
Átjutva a kapun megpróbálják kideríteni Drakula titkát, hogy miért van szüksége a vérfarkasharapás elleni gyógyírre. Carl a festményen látottak alapján arra következtet, hogy Drakulát csak egy vérfarkas tudja megölni. Anna, miután megtudta Igortól a gyógyír hollétét, a keresésére indul, ekkor Aleerával találja szembe magát, aki a harc során megharapja. Eközben Van Helsing kiszabadítja Frankenstein teremtményét, mielőtt még életet adhatna Drakula gyermekeinek, majd vérfarkassá változik, és Drakulával harcol, amíg a teliholdat felhők takarják. A teremtmény és Carl kiszabadítja Annát Aleera karmaiból. Kiderül, hogy Gabriel Van Helsing volt az, aki megölte Drakulát az 1400-as években. Drakula szövetséget ajánl neki, de Gabriel nem fogadja el, és amikor a Hold újra előbújik, átharapja Drakula torkát. Drakula és gyermekei meghalnak. Még éjfél előtt be kell adni az ellenszert, mert véglegesen vérfarkassá változik. Vérfarkasként rátámad Annára, aki meghal, miközben beadja az ellenszert Van Helsingnek, aki ismét emberré változik.
Van Helsing és Carl elhamvasztja Annát az óceán partján, ezzel teljesítve a lány akaratát. A felhők között előtűnő napfényben látja Annát, és családját a mennyben, mielőtt még Carl „visszarántja a földre”. A teremtmény pedig a messzeségbe hajózik.
|  | Itt a vége a cselekmény részletezésének! |

## Szereplők
| Szereplő       | Színész           | Magyar hang        |
| -------------- | ----------------- | ------------------ |
| Van Helsing    | Hugh Jackman      | Gergely Róbert     |
| Anna Valerious | Kate Beckinsale   | Németh Borbála     |
| Drakula        | Richard Roxburgh  | Kardos Róbert      |
| Carl           | David Wenham      | Scherer Péter      |
| Szörny         | Shuler Hensley    | Bezerédi Zoltán    |
| Velkan         | Will Kemp         | Takátsy Péter      |
| Igor           | Kevin J. OConnor  | ifj. Jászai László |
| Victor         | Samuel West       | Kerekes József     |
| Aleera         | Elena Anaya       | Ruttkay Laura      |
| Marishka       | Josie Maran       | F. Nagy Erika      |
| Verona         | Silvia Colloca    | Schell Judit       |
| Jinette        | Alun Armstrong    | Pathó István       |
| Mr. Hyde       | Robbie Coltrane   | Hollósi Frigyes    |
| Dr. Jekyll     | Stephen H. Fisher | nem szólal meg     |

## Díjak, jelölések
| Év   | Díj               | Kategória                              | Jelölt                                             | Eredmény |
| ---- | ----------------- | -------------------------------------- | -------------------------------------------------- | -------- |
| 2005 | ASCAP Award       | Top Box Office Films                   | Alan Silvestri                                     | Elnyerte |
| 2005 | Szaturnusz-díj    | Legjobb zene                           | Alan Silvestri                                     | Elnyerte |
| 2005 | Szaturnusz-díj    | Legjobb jelmez                         | Gabriella Pescucci Carlo Poggioli                  | Jelölve  |
| 2005 | Szaturnusz-díj    | Legjobb horrorfilm                     |                                                    | Jelölve  |
| 2005 | Szaturnusz-díj    | Legjobb smink / maszk                  | Greg Cannom Steve LaPorte                          | Jelölve  |
| 2005 | Szaturnusz-díj    | Legjobb speciális effektus             | Scott Squires Ben Snow Daniel Jeannette Syd Dutton | Jelölve  |
| 2005 | Silver Ribbon     | Legjobb jelmez                         | Gabriella Pescucci Carlo Poggioli                  | Jelölve  |
| 2005 | VES Award         | Kiemelkedő speciális effektusok        | Geoff Heron Chad Taylor                            | Jelölve  |
| 2004 | Teen Choice Award | Choice Movie – Drama/Action Adventure  |                                                    | Jelölve  |
| 2004 | Teen Choice Award | Legjobb thriller                       |                                                    | Jelölve  |
| 2004 | Teen Choice Award | Legjobb színész (akció/dráma/kaland)   | Hugh Jackman                                       | Jelölve  |
| 2004 | Teen Choice Award | Legjobb színésznő (akció/dráma/kaland) | Kate Beckinsale                                    | Jelölve  |
| 2004 | Teen Choice Award | Legjobb filmes kémia                   | Hugh Jackman Kate Beckinsale                       | Jelölve  |
| 2004 | Teen Choice Award | Legjobb akciójelenet                   |                                                    | Jelölve  |